# خوان لاريوس
خوان لاريوس (بالإسبانية: Juan Larios)‏ هو لاعب كرة قدم إسباني في مركز الدفاع، ولد في 12 يناير 2004 في تومارس ‏ في إسبانيا.

## وصلات خارجية
- خوان لاريوس على موقع قاعدة بيانات كرة القدم.إي يو (الإنجليزية)
- خوان لاريوس على موقع Soccerbase.com (لاعب) (الإنجليزية)
- خوان لاريوس على موقع Soccerway.com (الإنجليزية)
- خوان لاريوس على موقع عالم كرة القدم.نت (الإنجليزية)